# 在日スロバキア人
在日スロバキア人（ざいにちスロバキアじん）は、日本に一定期間在住するスロバキア国籍の人々である。

## 統計
日本の法務省の在留外国人統計によると、2018年6月末時点で在日スロバキア人は288人である。
在留資格別（3位まで）
| 順位 | 在留資格         | 人数 |
| ---- | ---------------- | ---- |
| 1    | 永住者           | 93   |
| 2    | 留学             | 44   |
| 3    | 日本人の配偶者等 | 41   |

都道府県別（3位まで）
| 順位 | 都道府県 | 人数 |
| ---- | -------- | ---- |
| 1    | 東京     | 63   |
| 2    | 大阪     | 25   |
| 3    | 兵庫     | 18   |

## 著名人
- ヨゼフ・ガスパル
- ルボミール・ルホビー
- マレク・スピラール
- ジョゼフ・ベングロシュ